# Alveo-palataal
Een palato-alveolaar, palato-alveolair, alveo-palataal of postalveolaar is een medeklinker die wordt gevormd door de punt van de tong ergens tussen het harde verhemelte en een van de tandkassen te plaatsen. Deze klanken worden gevormd door met de tong net de achterkant van de superieure alveolare aan te raken. De tong articuleert hierbij iets verder achter in de mond dan bij een alveolare medeklinker, maar weer minder ver dan bij een palatale medeklinker. 

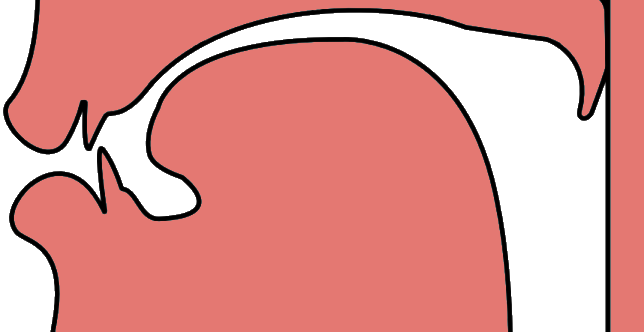
Postalveolaar-fricatief

Onder de fricatieven en affricaten komen postalveolaren voor als een subgroep. De meest voorkomende palato-alveolaire klanken zijn de affricaten /tj/, /ts/, /tsj/, /dz/ en /dzj/ en de fricatieven /s/, /sj, /z/ en /zj/. De gebruikelijke symbolen hiervoor zijn terug te vinden in het Internationaal Fonetisch Alfabet.